# Frankówka (rejon jampolski)
Frankówka (ukr. Франківка) – wieś na Ukrainie, w obwodzie winnicki, w rejonie jampolskim, nad Dniestrem.
W czasach Rzeczypospolitej wieś leżała w województwie bracławskim. Odpadła od Polski w wyniku II rozbioru. Dawniej futor.